# Buenache de la Sierra
Buenache de la Sierra – gmina w Hiszpanii, w prowincji Cuenca, w Kastylii-La Mancha, o powierzchni 57,48 km². W 2011 roku gmina liczyła 115 mieszkańców.